# March of Dimes Trot
March of Dimes Trot var ett travlopp som kördes på Garden State Park Racetrack i New Jersey den 17 november 1988. Det anses vara ett av de mest legendariska travloppen som körts. Loppet var kopplat till välgörenhetsorganisationen March of Dimes.
Tanken med loppet var en duell mellan den amerikanska världsrekordhållaren Mack Lobell, som just sålts till Sverige och den berömda franska travaren Ourasi. Båda hästarna hade tävlat i Europa men aldrig mötts. I loppet deltog även åtta åtta andra hästar från Europa och Nordamerika. Tre av de europeiska deltagarna (Napoletano, Sugarcane Hanover och Friendly Face) var uppfödda i USA.
Loppet väckte stort intresse i Europa, och mer än 70 journalister flög till USA för att rapportera loppet. En fyra timmars TV-sändning skickades till Frankrike och loppet sändes också i Sverige. Trots det stora intresset för loppet var bara 8 000 åskådare på plats på tävlingsbanan, varav hundratals av dem var från Europa.
Segraren i loppet blev den norsktränade Sugarcane Hanover, följt av franske Ourasi och Mack Lobell.

## Resultat
| P  | S  | Häst              | Kusk               | Tränare            | Land      | Odds   | Tid    |
| -- | -- | ----------------- | ------------------ | ------------------ | --------- | ------ | ------ |
| 1  | 5  | Sugarcane Hanover | Gunnar Eggen       | Gunnar Eggen       | Norge     | 13,40  | 1.11,6 |
| 2  | 7  | Ourasi            | Jean-René Gougeon  | Jean-René Gougeon  | Frankrike | 2,30   | 1.11,6 |
| 3  | 1  | Mack Lobell       | John Campbell      | Chuck Sylvester    | Sverige   | 1,70   | 1.11,7 |
| 4  | 8  | Napoletano        | Stig H. Johansson  | Stig Engberg       | Sverige   | 15,40  | 1.11,8 |
| 5  | 6  | Scenic Regal      | Harold Story       | Harold Story       | USA       | 35,80  | 1.12,2 |
| 6  | 10 | No Sex Please     | Ron Waples         | Gerry Nelson       | Kanada    | 278,40 | 1.12,2 |
| 7  | 2  | Esotico Prad      | Giuseppe Guzzinati | Giuseppe Guzzinati | Italien   | 224,70 | 1.12,2 |
| 8  | 9  | Go Get Lost       | Tom Sells          | Art Wirsching      | USA       | 56,60  | 1.12,2 |
| 9  | 4  | Callit            | Karl O. Johansson  | Karl O. Johansson  | Sverige   | 44,80  | 1.12,5 |
| 10 | 3  | Friendly Face     | Pekka Korpi        | Pekka Korpi        | Finland   | 86,00  | 1.12,6 |

Källa: 